# Lady (노래)
"Lady"는 그룹 씨엔블루(CNBLUE)의 6번째 메이저 싱글앨범으로, 2013년 7월 31일 일본에서 발매되었다.

## 수록곡
1. Lady - 정용화 작사 및 작곡
2. Don't Care - 정용화 작사 및 작곡
3. Monday - 정용화 작사 및 작곡
4. Lady（Instrumental）- 정용화 작곡